# オンドレイ・ドゥダ
オンドレイ・ドゥダ（スロバキア語: Ondrej Duda、1994年12月5日 - ）は、スロバキア・プレショウ県スニナ出身のプロサッカー選手。スロバキア代表。エラス・ヴェローナFC所属。ポジションは、ミッドフィールダー。

## クラブ経歴
故郷のクラブであるMFKスニナでキャリアをスタートし、程なくしてFC VSSコシツェに移籍。17歳の時にŠKスロヴァン・ブラチスラヴァ戦でプロデビュー。
2013-2014シーズン冬、コシツェとの契約延長を望まず夏の移籍を志願したと報じられた。2014年2月、4年半の契約でレギア・ワルシャワに移籍。
2015年7月30日に開催されたUEFAヨーロッパリーグ予選のFKクケシ戦で、石が投げつけられ負傷。ドゥダは負傷退場し試合は中止された。この試合は没収試合となりレギアが3-0で勝利、クケシ側に約5万ポンドの罰金と次に開催される国際大会を無観客で行う決定がなされた。
2016年7月20日、5年契約でヘルタ・ベルリンに移籍。ダールダイ・パールに重用され、2018-19シーズンは11得点を決めるなど、飛躍の年となった。
2019-20シーズンに、恩師のダールダイが退任し、アンテ・コヴィッチに監督が交代すると状況は悪化し、ユルゲン・クリンスマンが指揮をとっても変わることはなかった。その後、戦力外通告を受けたため、2020年1月12日、ノリッジ・シティFCへの2019-20シーズン終了までのローン移籍が発表された。しかし、初のプレミアリーグで10試合ノーゴール、更にチームも最下位に終わり、2019-20シーズン終了後にヘルタに返却された。
2020年9月16日、1.FCケルンと4年契約を締結した。
2023年1月29日、2022-23シーズン終了までセリエAのエラス・ヴェローナFCへレンタル移籍をした。

## 代表歴
2014年11月18日開催の国際親善試合・フィンランド代表戦で59分にマレク・ハムシークとの交代で代表デビュー 。UEFA EURO 2016ではウェールズ代表戦で同点ゴールを挙げたが試合には敗れた。